# Andrés Barboza
Edward Andrés Barboza Cubilla (Montevideo, Uruguay, 23 de julio de 1994) es un jugador de fútbol uruguayo que juega como defensa central y actualmente milita en Club Atlético Fenix de la Segunda Division de Uruguay.

## Trayectoria
Barboza inició su carrera en el Cerro y luego jugó en el Fénix de la Primera División Uruguaya, hasta la temporada 2018.
En 2019, el defensa se mudó a México y se unió a Mineros de Zacatecas, para jugar esa temporada en el equipo mexicano.
En 2020, Barboza regresó a su tierra natal y se reincorporó a Fénix, por solo tres temporadas.
En 2023, se mudó nuevamente al extranjero, pero esta vez a Chile y firmó con Santiago Wanderers, equipo militante de la Primera B de Chile.

## Clubes
| Club                 | País    | Año           |
| -------------------- | ------- | ------------- |
| Cerro                | Uruguay | 2012-2017     |
| Fénix                | Uruguay | 2017-2018     |
| Mineros de Zacatecas | México  | 2019          |
| Fénix                | Uruguay | 2020-2022     |
| Santiago Wanderers   | Chile   | 2023-Presente |